# ذا ليجند أوف زيلدا: ذا ويند وايكر إتش دي
ذا ليجند أوف زيلدا: ذا ويند وايكر إتش دي (بالإنجليزية: The Legend of Zelda: The Wind Waker HD)‏ (باليابانية: ゼルダの伝説 風のタクト HD)، هي لعبة فيديو إلكترونية صدرها شركة نينتندو في الأسواق سنة 2013م. ، وهي إعادة إصدار اللعبة لنظام وي يو المستحدثة.